# Grand Jojo
Jules Jean Vanobbergen (n. 6 iulie 1936, Elsene, Comunitatea Francofonă din Belgia⁠(d), Belgia – d. 30 noiembrie 2021, Groot-Bijgaarden⁠(d), Dilbeek, Flandra, Belgia), cunoscut ca Grand Jojo în franceză și Lange Jojo în neerlandeză, a fost un cântăreț și compozitor belgian. Este cel mai bine cunoscut ca fiind co-autorul cântecului „Allez, Allez, Allez”, care mai târziu a devenit „Olé, Olé, Olé!⁠(d)”.